# 王曰善
王曰善（？—？），字天衢，號祁連，湖廣荆州府江陵縣民籍。

## 生平
万历三十四年（1606年）丙午科湖廣鄉試第八名舉人，四十四年（1616年）丙辰科三甲一百九十六名進士，兵部觀政，四十五年授邯郸知縣，天啓二年行取为禮部精膳司主事，属分校鄉、會两闈，一时稱为得人。七年升儀制司，加尚寶司卿，崇祯二年京察，降通州知州。轉大理寺少卿，官至光禄寺卿。

## 家族
曾祖王兴隆。祖父王奎。父王時聘，学生。

## 引用
1. ↑  申佳胤《王祁连先生书荐相士》
2. ↑  《萬曆四十四年丙辰科進士序齒録》